# توشيكي يوشيوكا
توشيكي يوشيوكا (باليابانية: 吉岡稔記؛ بالكانا: よしおか　としき) هو سائق سباق ياباني، ولد في 21 ديسمبر 1976 في هيروشيما في اليابان.